# Tezozómoc (estación)
Tezozómoc es una de las estaciones que forman parte del Metro de la Ciudad de México, perteneciente a la Línea 6. Se ubica al norte de la Ciudad de México, en la alcaldía Azcapotzalco.

## Información general
Su nombre proviene de la cercana colonia y este a su vez del tlatoani tecpaneca Tezozómoc. Una particularidad de la estación Tezozómoc es que, al igual que el metro Allende, sus dos plataformas no están conectadas entre sí en el interior de la estación, por lo que, para pasar de una a otra, es necesario salir, cruzar la calle e ingresar por el otro sentido, comprar un nuevo boleto o regresar a las estaciones previas (Azcapotzalco o El Rosario según sea el caso) sin necesidad de pagar otro boleto.

### Afluencia
En 2014, Tezozómoc se convirtió en la 21° estación con menor afluencia en la red, al registrar sólo 23,572 pasajeros en promedio en día laborable.
- Total: 1,583,571
- Promedio diario: 4,339
- Máxima: 6,158
- Mínima: 2,001

Y así se ha visto la afluencia de la estación en los últimos 10 años:
| Afluencia Anual de Pasajeros (Línea 6) | Afluencia Anual de Pasajeros (Línea 6) | Afluencia Anual de Pasajeros (Línea 6) | Afluencia Anual de Pasajeros (Línea 6) | Afluencia Anual de Pasajeros (Línea 6) | Afluencia Anual de Pasajeros (Línea 6) |
| -------------------------------------- | -------------------------------------- | -------------------------------------- | -------------------------------------- | -------------------------------------- | -------------------------------------- |
| Año                                    | Afluencia                              | A Diario                               | Ranking Anual                          | Aumento%                               | Ref.                                   |
| 2023                                   | 1,842,410                              | 5,047                                  | 161°/195                               | +12.77%                                | [ 4 ]                                  |
| 2022                                   | 1,633,705                              | 4,475                                  | 161°/175                               | +49.34%                                | [ 5 ]                                  |
| 2021                                   | 1,093,928                              | 2,997                                  | 171°/195                               | +7.49%                                 | [ 6 ]                                  |
| 2020                                   | 1,017,673                              | 2,780                                  | 186°/195                               | -51.58%                                | [ 7 ]                                  |
| 2019                                   | 2,101,647                              | 5,757                                  | 183°/195                               | -0.46%                                 | [ 8 ]                                  |
| 2018                                   | 2,111,277                              | 5,784                                  | 183°/195                               | +4.62%                                 | [ 9 ]                                  |
| 2017                                   | 2,018,009                              | 5,528                                  | 183°/195                               | -0.65%                                 | [ 10 ]                                 |
| 2016                                   | 2,046,316                              | 5,606                                  | 182°/195                               | -0.74%                                 | [ 11 ]                                 |
| 2015                                   | 1,463,420                              | 4,009                                  | 174°/195                               | -1.24%                                 | [ 12 ]                                 |
| 2014                                   | 2,071,986                              | 5,676                                  | 174°/195                               | -10.81%                                | [ 13 ]                                 |

## Conectividad

### Salidas
- Norte: Eje 4 Norte Avenida Ahuehuetes y Avenida Sauces Colonia Pasteros.
- Sur: Eje 4 Norte Avenida Ahuehuetes y Avenida Sauces Colonia Pasteros.